# Левесон-Гоуэр, Гренвиль, 1-й граф Гренвиль
Гренвиль Левесон-Гоуэр (англ. Granville Leveson-Gower, 1st Earl Granville, 12 октября 1773 — 8 января 1846) — английский дипломат начала XIX века, исполнявший обязанности посланника Великобритании в России с 1804 по 1805 и с 1807 по 1812 годы.

## Политическая и дипломатическая карьера
- В 1795 году вошёл в состав Парламента Великобритании, был лордом казначейства при премьер-министре Уильяме Питте и вместе с ним вышел в отставку в 1801 году.
- В 1804 году направлен чрезвычайным послом в Петербург с целью поддержки создания третьей коалиции против Наполеона. Был послом Великобритании в России (10 августа 1804 — 28 ноября 1805 и в 1807—1812).
- В 1815 году был возведен в звание пэра как виконт Гренвиль[4].
- После победы над Наполеоном был послом Великобритании во Франции (1824—1828, 1830—1835, 1835—1841).